# Hermann und Dorothea
Hermann und Dorothea är ett epos, skrivet i hexameter, av Johann Wolfgang von Goethe. Den var en mycket uppskattad bok bland det tyska borgerskapet på 1800-talet. Dess verkliga masspridning tog fart under 1850-talet, då den blev pliktlektyr på tyska gymnasier. Wilhelm von Humboldt jämförde den med antikens stora epos.